# Drengen fra Endicotts farm
Drengen fra Endicotts farm er en amerikansk stumfilm fra 1918 af Victor Schertzinger.

## Medvirkende
- Charles Ray som Ezry Hollins
- Charles K. French som Caleb Endicott
- Robert Gordon som Walter Endicott
- Doris May som Ruth Endicott
- Lydia Knott som Mrs. Endicott